# Надокса (река)
Надокса — река в России, протекает по Пошехонскому району Ярославской области, впадает в Рыбинское водохранилище.
Течёт через берёзово-осиновые леса, пересекает автодорогу Р153. Вблизи устья реки расположена деревня Надокса. Длина реки составляет 14 км.

## Данные водного реестра
По данным государственного водного реестра России относится к Верхневолжскому бассейновому округу, водохозяйственный участок реки — Рыбинское водохранилище до Рыбинского гидроузла и впадающие в него реки, без рек Молога, Суда и Шексна от истока до Шекснинского гидроузла, речной подбассейн реки — Реки бассейна Рыбинского водохранилища. Речной бассейн реки — (Верхняя) Волга до Куйбышевского водохранилища (без бассейна Оки).
Код объекта в государственном водном реестре — 08010200412110000009748.